# Revoir Paris
Pour plus de détails, voir Fiche technique et Distribution.
Revoir Paris est un film français co-écrit et réalisé par Alice Winocour, sorti en 2022.
Le film est présenté en compétition à  la Quinzaine des réalisateurs du Festival de Cannes 2022.
L’année suivante, lors de la 48e cérémonie des César, Virginie Efira remporte le César de la meilleure actrice.

## Synopsis
À Paris, Mia (Virginie Efira) est interprète de russe. Vincent (Grégoire Colin), son compagnon, est chef de service à l'hôpital. Un soir au restaurant avec Vincent, le repas est interrompu par une « urgence » et Mia se retrouve seule. Sur le chemin du retour chez elle, l'orage surprend Mia à moto. Elle se réfugie au hasard dans un restaurant : « L'Étoile d'or ». Mia attend seule, en buvant. Quelques instants plus tard, le destin bascule. Rien ne le présageait. Le restaurant est attaqué par des terroristes, qui mitraillent la clientèle et achèvent tout ce qui bouge. Mia se cache sous une table.
Traumatisée, Mia passe les trois mois suivants à la campagne, chez sa mère. Sa blessure à l'abdomen est en cours de guérison. Désireuse de guérir et de comprendre ce qui s'est passé, Mia, partiellement amnésique, décide de retourner à Paris. Elle est incapable de se souvenir de la plus grande partie des événements. Elle rejoint une association d'entraide de victimes, rencontre une adolescente en deuil de ses parents, se fait insulter par une femme qui l'accuse de s'être enfermée dans les toilettes, sans laisser entrer d'autres personnes. Elle rencontre aussi Thomas (Benoît Magimel), qui fêtait ce soir-là son anniversaire avec des collègues. Il est grièvement blessé aux jambes, mais a conservé toute sa mémoire.
Peu à peu, Mia retrouve des bribes de souvenir. Elle se rend compte qu'elle a passé un long moment dans une cachette en compagnie d'un employé de cuisine du restaurant qui l'a rassurée et lui a tenu la main en attendant la police. Elle veut savoir s'il a survécu et décide de le retrouver, mais sa recherche est compliquée par le fait qu'il s'agit d'un étranger en situation irrégulière. Elle s'éloigne de Vincent, qui n'arrive pas à comprendre ce qu'elle traverse, pour se rapprocher de Thomas. Elle apprend que le cuisinier avec qui elle se cachait s'appelle Assane. La femme qui l'avait accusée de s'être enfermée dans les toilettes lui avoue que c'est elle-même qui a fait cela. Elle retrouve finalement Assane (Amadou Mbow) qui est devenu vendeur à la sauvette de souvenirs près de la tour Eiffel. Sans rien dire, elle lui fait comprendre sa reconnaissance.

## Fiche technique
Sauf indication contraire, les informations mentionnées dans cette section peuvent être confirmées par la base de données cinématographiques IMDb,  présente dans la section « Liens externes ».
- Titre original : Revoir Paris
- Réalisation : Alice Winocour
- Scénario : Alice Winocour avec Jean-Stéphane Bron et Marcia Romano
- Musique : Anna von Hausswolff
- Photographie : Stéphane Fontaine
- Décors : Margaux Remaury et Florian Sanson
- Son : Jean-Pierre Duret, Pascal Villard, Laure-Anne Darras et Marc Doisne
- Montage : Julien Lacheray
- Production : Isabelle Madelaine et Emilie Tisné
  - Co-production : Ardavan Safaee
- Sociétés de production : Dharamsala - Darius Films
- Société de distribution : Pathé
- Pays de production :  France
- Langue originale : français
- Genre : drame
- Durée : 105 minutes
- Dates de sortie : 
  - France : 21 mai 2022 (Festival de Cannes)[1] ; 7 septembre 2022 (sortie nationale)[2]
- Classification :
  - France : tous publics avec avertissement

## Distribution
Sauf indication contraire, les informations mentionnées dans cette section peuvent être confirmées par la base de données cinématographiques Allociné,  présente dans la section « Liens externes ».
- Virginie Efira : Mia, interprète de russe
- Benoît Magimel : Thomas
- Grégoire Colin : Vincent. chef de service d'un hôpital
- Maya Sansa : Sara
- Amadou Mbow : Assane
- Sofia Lesaffre : Nour
- Dolores Chaplin : l'épouse de Thomas
- Nastya Golubeva Carax : Félicia
- Anne-Lise Heimburger : Camille
- Sokem « Kemso » Ringuet : Hakim

## Production

### Genèse et développement
À l'origine du sujet du film, se trouve une blessure personnelle : Jérémie, le frère d'Alice Winocour, était présent au Bataclan lors des attentats du 13 novembre 2015, et a survécu ; le film lui est dédié, « pour Jérémie » apparait après la dernière image. Alice Winocour révèle d'ailleurs qu'elle a communiqué avec lui par SMS ; ce dernier lui demandant de ne pas lui écrire « parce que l’endroit avait été pris d'assaut par des terroristes ». La réalisatrice a par la suite nourri son scénario à partir de ses propres souvenirs de cette nuit-là, mais également des discussions qu'elle a eues avec son frère, frère d'ailleurs présent comme figurant sur le tournage. Par ailleurs, la cinéaste a rencontré des psychiatres et des victimes pour mieux approfondir le script.

### Tournage
Le bar-restaurant « L'Étoile d'Or » dans le film est dans la réalité le « Vaudeville », situé rue Vivienne, en face de la bourse.

## Accueil

### Accueil critique
En France, le site Allociné propose une moyenne de 4,0⁄5, à partir de l'interprétation de 37 critiques de presse.
Dans sa globalité, la presse, qui s'est beaucoup intéressée à la sortie du film, a estimé très réussie cette nouvelle réalisation d'Alice Winocour. La critique du site Bande à part est enthousiasmée par le rendu final du film : « la beauté de Revoir Paris est de toujours savoir mettre en résonance cinématographiquement sa protagoniste et ce qui l’entoure – ce que met aussi en relief la musique envoûtante ». La critique souligne également « un remarquable travail de la lumière » ; un seul « bémol » a été trouvé, celui de « quelques plans face caméra, (...) qui semblent un peu artificiels et nuisent légèrement à la fluidité de l’ensemble ».
Pour le site Ecran Large, la critique ne partait pas tellement confiante sur le propos du film. Pour autant, elle fut séduite et se laissa convaincre par la réussite de la mise en scène de la cinéaste : « Revoir Paris parvient contre toute attente à renouveler notre regard sur une Cité et ceux qui la peuplent, y compris dans la douleur. Et tant pis si cette errance parfois lumineuse se paie au prix de quelques approximations narratives. ».
« Récit poignant sur la reconstruction, la résilience et la réparation », pour Dernières Nouvelles d'Alsace, 20 Minutes retient une Virginie Efira et un Benoît Magimel « exceptionnels dans la peau d’êtres traumatisés mais courageux face à l’épreuve qu’ils ont vécue ». Pour le site Critique-Film, Alice Winocour signe « son film le plus abouti, un film remarquablement mis en scène, très documenté, émouvant et passionnant de bout en bout », avec peut-être le « plus beau rôle dans une carrière déjà très riche » pour Virginie Efira. C'est aussi le point de vue de France Info Culture pour qui, « troublante de crédibilité dans sa quête de résilience, Virginie Efira, survivante de l'attentat, forme avec Benoît Magimel un duo complémentaire et réjouissant ». Paris Match salue la mise en scène de la cinéaste qui « traite avec une rare pudeur et une grande intelligence dans cet hymne à la vie » des sujets comme celui de ressortir, de se réapproprier la ville.
Si la presse donne ses lettres de noblesse au long-métrage, on peut retenir de certaines critiques le travail sur le son, comme celle de Première qui, en plus de saluer encore une fois la mise en scène et l'interprétation des rôles, salue un « remarquable travail sur le son », ou encore Rolling Stone qui, « outre la superbe photographie de Stéphane Fontaine, la BO [bande originale] est assurée par Anna von Hausswolff, dont l’étrange post-métal gothique sert le propos, tout en clair-obscur, de Revoir Paris. »,.
Parmi les rares critiques négatives, on peut citer celle de la revue spécialisée les Cahiers du cinéma, pour qui le « problème du film vient plutôt de sa focalisation : la centralité de l’héroïne personnalisant à l’excès la question de l’attentat, ramenée à une trame purement psychologique et débouchant sur une bien pâle romance ‘‘résiliente’’ (...). ».

### Box-office
Pour son premier jour d'exploitation en France, le film réalise 24 752 entrées, dont 5 986 en avant-première, pour 279 copies. Avec ces chiffres, le film est classé troisième du box-office des nouveautés derrière Kompromat (37 034) et devant Le Tigre et le Président (17 272). Au bout d'une première semaine d'exploitation en France, le film se classe en troisième position du box-office avec 142 841 entrées, derrière Le Visiteur du futur (147 188) et devant Everything Everywhere All at Once (76 098). Le film se maintient en troisième position en semaine 2 avec ses 114 784 entrées supplémentaires, derrière Chronique d'une liaison passagère (119 790) et devant Le Visiteur du futur (83 842).
En troisième semaine, le film perd trois places au classement en réalisant 117 695 entrées supplémentaires, pour une sixième place, derrière Kompromat (126 665) et devant Chronique d'une liaison ordinaire (82 643). Le film continue sa chute au box-office en semaine 4 en réalisant 82 084 entrées supplémentaires, derrière Don't Worry Darling (91 621) et devant Kompromat (81 146).
| Pays ou région | Box-office      | Date d'arrêt du box-office | Nombre de semaines |
| -------------- | --------------- | -------------------------- | ------------------ |
| France         | 532 205 entrées | 8 novembre 2022            | 9                  |
| Total mondial  | 3 565 356 $     | -                          | -                  |

## Distinctions

### Récompenses
- Prix Alice-Guy 2023 : meilleure réalisatrice pour Alice Winocour[20]
- César 2023 : Meilleure actrice pour Virginie Efira
- Magritte 2023 : Meilleure actrice pour Virginie Efira

### Sélections
Revoir Paris est présenté à la Quinzaine des réalisateurs 2022 en sélection parallèle du Festival de Cannes 2022.
Le film fait partie des 5 films pré-sélectionnés pour représenter la France aux Oscars 2023 dans la catégorie du meilleur film international.

## Analyse
La cinéaste expose dans ses films la stabilité des relations affectives. En particulier dans Revoir Paris, l'événement met à distance les proches ne l'ayant pas vécu de l'intérieur et tend à rapprocher la communauté des victimes.
Selon les propos de la réalisatrice, le titre possède plusieurs significations. Selon elle, on peut l'interpréter comme une prise de recul sur la ville, une sorte de seconde opinion. Le titre peut également être interprété comme un besoin viscéral du personnage Mia. Revoir Paris devient alors la nécessité de faire le point sur son existence, comprendre ses traumas, se remémorer pour se reconstruire et démarrer une nouvelle vie,.
La tenue arborée par le personnage de Mia tout au long du film, sa combinaison de moto, donne une sorte de « carapace », une armure de guerrière à l'héroïne. Une sorte de tenue de combat. Comme l'a imaginé Virginie Efira, le personnage de Mia, qui revient trois mois après les évènements sur les lieux de l'attentat, est vulnérable. Pour elle, « [la cinéaste] ne voulait pas quelqu’un qui s’apitoie sur son sort. Elle imaginait une personne solide ». La moto — et donc la combinaison — est aussi un moyen de vivre Paris et la reconstruction du personnage de Mia, d'une manière différente de l'accoutumée : « c'est une question d’esthétique. ».

## Autour du film
L'actrice Virginie Efira s'est préparée pour le film en allant consulter un psychiatre spécialiste des traumas. Elle explique que pour son rôle elle a dû « comprendre ce qui est cette forme de dissociation que tu peux avoir avec toi-même. L’idée que tu n’appartiens plus tellement au monde ». En plus d'un spécialiste, Virginie Efira a écouté des émissions de radio et des récits de personnes présentes, victimes des attentats du 13 novembre 2015 à Paris et à Saint Denis, mais elle n'en a rencontré aucun.

« Comme la réalisatrice a réellement vécu cette histoire, je voulais que ce soit porté par son récit. Le film est très intime et non généralisé ou historique. C’est une fracture personnelle. »

Paris joue un rôle singulier dans le film. La ville est presque un personnage à part entière. C'est l'une des volontés de la réalisatrice pour qui il a par ailleurs été difficile d'y tourner. La cinéaste considère la ville comme le catalyseur de l'émotion des Parisiens et des Parisiennes. L'hyperpersonnalisation de la ville étant également une réalité lors des attentats, avec des mots, affiches et autres, proclamant « Paris est une fête », « Je suis Paris », comme un moyen d'exorciser le trauma collectivement.

### Audio
- « Revoir Paris : attentats, filmer l’après », sur Radio France, France Culture, Bienvenue au club, 5 septembre 2022 (consulté le 10 septembre 2022)